# Мир в огне
«Мир в огне» (англ. World on Fire) — британский сериал производства канала BBC One, вышедший на экраны в 2019 году. В центре сюжета жизни простых людей из Англии, Польши, Франции и Германии в самом начале Второй мировой войны.
12 февраля 2024 года телесериал был закрыт после двух сезонов.

## Сюжет
Лето 1939 года. Переводчик Гарри (Джона Хауэр-Кинг) работает в посольстве Великобритании в Варшаве. Он влюбляется в польскую официантку Касю (Зофья Вихлач). Когда немецкие танки входят в Польшу и Великобритания объявляет войну нацистской Германии, Гарри и Касю ждёт тяжёлый выбор. Поскольку ее жизнь в опасности, единственный способ обезопасить девушку — сбежать вдвоём в Англию. Однако в Манчестере Гарри оставил Лоис (Джулия Браун), свою невесту.

## В ролях
- Джона Хауэр-Кинг — Гарри Чейз, британский переводчик, работающий в посольстве Великобритании в Варшаве. Впоследствии вступает в армию и оказывается вовлечён в работу управления специальных операций Великобритании;
- Зофья Вихлач — Кася Томашеская, официантка, в которую влюбляется Гарри. Во время войны вступает в польское движение сопротивления;
- Джулия Браун — Лоис Беннет, девушка Гарри, 21-летняя певица;
- Шон Бин — Дуглас Беннет, отец Лоис, ветеран Первой мировой и пацифист, страдающий от пост-травматического расстройства. В первой войне участвовал в битве на Сомме, на момент начала сериала работает кондуктором в автобусе;
- Артур Дарвилл — Вернон Хантер, офицер Королевских военно-воздушных сил Великобритании, командир эскадрильи истребителей;
- Матеуш Венцлавек — Гжегож Томашеский, брат Каси и сын Стефана. Вместе с отцом идёт добровольцем на фронт, где участвует в обороне Гданьска;
- Хелен Хант — Нэнси Кэмпбелл, американская журналистка, работающая в Берлине;
- Брайан Дж. Смит — Вебстер О’Коннор, американский врач, работающий в Париже;
- Томаш Кот — Стефан Томашеский, отец Каси и Гжегожа. Будучи ветераном Первой мировой, Стефан идёт добровольцем в польскую армию когда начинается сентябрьская кампания вермахта;
- Лесли Мэнвилл — Робина Чейз, властная мать Гарри.
- Макс Римельт — Шмидт, нацистский цензор, работающий с Нэнси;
- Борис Шиц — Конрад, польский солдат[3];
- Паркер Сойерс — Альбер Фалу, негр-саксофонист, живущий в Париже. Вступает в гомосексуальные отношения с Вебстером;
- Чарли Крид-Майлз — Дэвид Уокер, сотрудник британского посольства в Польше, начальник Гарри.

## Производство
Сериал, состоящий из семи эпизодов, был заказан каналом BBC в октябре 2017, сценаристом назначен драматург Питер Боукер. Кастинг начался год спустя первыми получили роли Лесли Мэнвилл и Хелен Хант, первым местом съёмок стала Прага. В ноябре 2018-го к актёрскому составу присоединился Шон Бин. Часть съёмок проходила в Ливерпуле и Честере.

## Критика
Британский журналист Питер Хитченс подверг сомнению историческую достоверность показываемых в сериале событий.